# Olympische Winterspiele 1998/Eishockey (Frauen)
Das Eishockeyturnier der Frauen bei den Olympischen Winterspielen 1998 in Nagano fand vom 8. bis zum 17. Februar mit sechs Nationalmannschaften als erstes Eishockeyturnier der Frauen überhaupt in der olympischen Geschichte statt. Die Partien wurden in zwei – anlässlich der Spiele neu erbauten – Eisstadien in Nagano ausgetragen. Dies waren die Eishockeyhalle A (jap. アイスホッケーA会場) im Stadtteil Wakasato, mit einer Kapazität von 10.104 Plätzen, die aufgrund ihrer Form als Big Hat (jap. ビッグハット) bezeichnet wurde, und die im Stadtteil Yoshida befindliche Eishockeyhalle B (jap. アイスホッケーB会場). Die 6.078 Zuschauer fassende Arena firmierte unter dem Spitznamen Aqua Wing (jap. アクアウィング). Während die 15 Vorrundenspiele allesamt im kleineren Aqua Wing ausgetragen wurden, fanden die beiden Finalspiele im Big Hat statt.
Die Goldmedaille sicherten sich die USA, die im Finale den vierfachen Weltmeister Kanada mit 3:1 bezwangen. Es war der erste Sieg für die Vereinigten Staaten bei einem bedeutsamen Turnier über Kanada. Den dritten Platz und damit die Bronzemedaille erreichte Finnland.

## Qualifikation
Für das Turnier qualifizierten sich die Gastgeber aus Japan sowie die ersten fünf Nationen der A-Weltmeisterschaft 1997. Eine zusätzliche Qualifikation wurde somit nicht ausgespielt.
Als Gastgeber automatisch teilnahmeberechtigt:
- Japan

Als beste fünf Mannschaften der A-Weltmeisterschaft 1997 qualifizierten sich:
- Kanada
- USA
- Finnland
- Volksrepublik China
- Schweden

## Modus
Die sechs Teams des olympischen Eishockeyturniers spielten in der Vorrunde in einer Gruppe eine Einfachrunde im Modus Jeder-gegen-jeden aus, sodass jede Mannschaft zunächst fünf Spiele bestritt.
| Gruppenzusammensetzung  |
| Kanada (1)              |
| USA (2)                 |
| Finnland (3)            |
| Volksrepublik China (4) |
| Schweden (5)            |
| Japan (–)               |

Nach Abschluss der Vorrunde erreichten die vier punktbesten Mannschaften die Spiele um die Medaillenränge. Dabei ermittelten die beiden punktbesten Teams der Vorrunde im Spiel um die Goldmedaille den Olympiasieger. Die Mannschaften auf dem dritten und vierten Rang spielten um Bronze.

## Austragungsorte
| \| Nagano \|                |
| Austragungsort des Turniers |
| Nagano                      |

| Nagano |

## Vorrunde
| 8. Februar 1998 12:00 Uhr (Ortszeit) | 8. Februar 1998 4:00 Uhr (MEZ) | Schweden | 0:6 (0:2, 0:2, 0:2) Spielbericht | Finnland P. Vaarakallio (8:35) J. Ikonen (15:17) T. Reima (22:35) R. Nieminen (34:07) S. Krooks (55:11) J. Ikonen (58:20) | Aqua Wing, Nagano Zuschauer: 2.208 |

| 8. Februar 1998 16:00 Uhr | 8. Februar 1998 8:00 Uhr | Kanada D. Goyette (5:46) G. Heaney (15:42) J. Diduck (17:05) D. Goyette (24:23) T. Brisson (28:12) C. Campbell (31:22) S. Wilson (35:43) B. Kellar (36:14) H. Wickenheiser (38:08) J. Diduck (53:52) F. St. Louis (55:26) D. Goyette (56:21) F. Smith (58:06) | 13:0 (3:0, 6:0, 4:0) Spielbericht | Japan | Aqua Wing, Nagano Zuschauer: 4.597 |

| 8. Februar 1998 20:00 Uhr | 8. Februar 1998 12:00 Uhr | Volksrepublik China | 0:5 (0:2, 0:1, 0:2) Spielbericht | USA C. Granato (7:39) K. Bye (19:17) T. Mounsey (34:53) J. Schmidgall (51:05) C. Granato (56:20) | Aqua Wing, Nagano Zuschauer: 3.255 |

| 9. Februar 1998 12:00 Uhr | 9. Februar 1998 4:00 Uhr | Finnland S. Lankosaari (3:54) K. Riipi (18:45) T. Reima (27:22) K. Hänninen (33:29) K. Hänninen (38:23) K. Rantamäki (45:43) R. Nieminen (49:06) S. Krooks (49:52) K. Hänninen (50:42) K. Lehto (52:55) R. Nieminen (54:40) | 11:1 (2:0, 3:0, 6:1) Spielbericht | Japan A. Hatanaka (48:28) | Aqua Wing, Nagano Zuschauer: 4.972 |

| 9. Februar 1998 16:00 Uhr | 9. Februar 1998 8:00 Uhr | USA L. Baker (16:27) K. Bye (32:39) K. King (34:26) S. Merz (36:20) K. Bye (38:39) G. Ulion (54:28) S. Looney (55:30) | 7:1 (1:1, 4:0, 2:0) Spielbericht | Schweden P. Morelius (10:02) | Aqua Wing, Nagano Zuschauer: 3.607 |

| 9. Februar 1998 20:00 Uhr | 9. Februar 1998 12:00 Uhr | Kanada D. Goyette (24:38) V. Sunohara (35:38) | 2:0 (0:0, 2:0, 0:0) Spielbericht | Volksrepublik China | Aqua Wing, Nagano Zuschauer: 2.713 |

| 11. Februar 1998 12:00 Uhr | 11. Februar 1998 4:00 Uhr | Schweden M. Rooth (28:38) P. Burholm (38:11) T. Månsson (42:11) | 3:5 (0:2, 2:2, 1:1) Spielbericht | Kanada D. Goyette (9:30) K. Nystrom (10:06) N. Drolet (26:23) T. Brisson (35:05) D. Goyette (40:34) | Aqua Wing, Nagano Zuschauer: 5.429 |

| 11. Februar 1998 16:00 Uhr | 11. Februar 1998 8:00 Uhr | Japan M. Satō (42:25) | 1:6 (0:0, 0:3, 1:3) Spielbericht | Volksrepublik China Yang X. (32:21) Guo W. (32:35) Zhang L. (33:45) Guo W. (46:31) Sang H. (52:24) Guo W. (55:19) | Aqua Wing, Nagano Zuschauer: 5.863 |

| 11. Februar 1998 20:00 Uhr | 11. Februar 1998 12:00 Uhr | USA V. Movsessian (2:48) K. Bye (21:22) T. Mounsey (26:49) G. Ulion (36:56) | 4:2 (1:1, 3:1, 0:0) Spielbericht | Finnland K. Hänninen (18:09) R. Nieminen (25:27) | Aqua Wing, Nagano Zuschauer: 3.688 |

| 12. Februar 1998 12:00 Uhr | 12. Februar 1998 4:00 Uhr | Volksrepublik China Zhang L. (46:42) Liu H. (50:38) Yang X. (58:08) | 3:1 (0:0, 0:1, 3:0) Spielbericht | Schweden T. Sjölander (31:10) | Aqua Wing, Nagano Zuschauer: 3.670 |

| 12. Februar 1998 16:00 Uhr | 12. Februar 1998 8:00 Uhr | USA S. Looney (3:55) A. Mleczko (9:08) S. Whyte (13:32) S. Looney (14:14) A. Mleczko (14:36) K. King (29:18) K. King (39:34) L. Baker (45:37) K. Bye (51:46) K. King (53:03) | 10:0 (5:0, 2:0, 3:0) Spielbericht | Japan | Aqua Wing, Nagano Zuschauer: 5.015 |

| 12. Februar 1998 20:00 Uhr | 12. Februar 1998 12:00 Uhr | Finnland P. Vaarakallio (33:25) K. Rantamäki (53:32) | 2:4 (0:2, 1:2, 1:0) Spielbericht | Kanada T. Brisson (12:45) G. Heaney (16:50) T. Brisson (28:53) D. Goyette (36:26) | Aqua Wing, Nagano Zuschauer: 3.133 |

| 14. Februar 1998 12:00 Uhr | 14. Februar 1998 4:00 Uhr | Japan | 0:5 (0:2, 0:2, 0:1) Spielbericht | Schweden G. Andersson (10:58) E. Holst (18:33) M. Gustafsson (25:34) M. Rooth (31:15) E. Holst (59:18) | Aqua Wing, Nagano Zuschauer: 6.009 |

| 14. Februar 1998 16:00 Uhr | 14. Februar 1998 8:00 Uhr | Finnland J. Ikonen (1:08) M. Lehtimäki (9:56) S. Fisk (24:37) R. Nieminen (27:57) M. Lehtimäki (44:20) R. Nieminen (57:09) | 6:1 (2:0, 2:1, 2:0) Spielbericht | Volksrepublik China Liu H. (24:50) | Aqua Wing, Nagano Zuschauer: 5.638 |

| 14. Februar 1998 20:00 Uhr | 14. Februar 1998 12:00 Uhr | Kanada L. Dupuis (3:01) L. Dupuis (41:24) J. Hefford (45:28) T. Brisson (45:53) | 4:7 (1:1, 0:0, 3:6) Spielbericht | USA C. Granato (19:20) L. Baker (47:05) C. Granato (50:57) J. Schmidgall (52:25) T. Dunn (52:48) L. Brown-Miller (57:06) L. Baker (58:58) | Aqua Wing, Nagano Zuschauer: 5.872 |

| Pl. |                     | Sp | S | U | N | Tore  | Punkte |
| --- | ------------------- | -- | - | - | - | ----- | ------ |
| 1.  | USA                 | 5  | 5 | 0 | 0 | 33:07 | 10:0   |
| 2.  | Kanada              | 5  | 4 | 0 | 1 | 28:12 | 08:02  |
| 3.  | Finnland            | 5  | 3 | 0 | 2 | 27:10 | 06:04  |
| 4.  | Volksrepublik China | 5  | 2 | 0 | 3 | 10:15 | 04:06  |
| 5.  | Schweden            | 5  | 1 | 0 | 4 | 10:21 | 02:08  |
| 6.  | Japan               | 5  | 0 | 0 | 5 | 02:45 | 00:10  |

Abkürzungen: Pl. = Platz, Sp = Spiele, S = Siege, U = Unentschieden, N = Niederlagen

Erläuterungen: Qualifikant für das Finale, Qualifikant für das Spiel um Platz 3

## Finalrunde

### Spiel um Platz 3
| 17. Februar 1998 14:00 Uhr (Ortszeit) | 17. Februar 1998 6:00 Uhr (MEZ) | Finnland S. Fisk (23:07) J. Ikonen (27:08) S. Lankosaari (30:15) R. Nieminen (59:52) | 4:1 (0:1, 3:0, 1:0) Spielbericht | Volksrepublik China Yang X. (9:27) | Big Hat, Nagano Zuschauer: 7.412 |

### Finale
| 17. Februar 1998 18:00 Uhr | 17. Februar 1998 10:00 Uhr | USA G. Ulion (22:38) S. Looney (50:57) S. Whyte (59:52) | 3:1 (0:0, 1:0, 2:1) Spielbericht | Kanada D. Goyette (55:59) | Big Hat, Nagano Zuschauer: 8.626 |

## Statistik

### Beste Scorerinnen
Abkürzungen: Sp = Spiele, T = Tore, V = Assists, Pkt = Punkte, +/− = Plus/Minus, SM = Strafminuten; Fett: Turnierbestwert
| Spieler             | Team     | Sp | T | V | Pkt | +/− | SM |
| ------------------- | -------- | -- | - | - | --- | --- | -- |
| Riikka Nieminen     | Finnland | 6  | 7 | 5 | 12  | +14 | 4  |
| Danielle Goyette    | Kanada   | 6  | 8 | 1 | 9   | +10 | 10 |
| Karyn Bye           | USA      | 6  | 5 | 3 | 8   | +4  | 4  |
| Katie King          | USA      | 6  | 4 | 4 | 8   | +10 | 2  |
| Cammi Granato       | USA      | 6  | 4 | 4 | 8   | +2  | 0  |
| Gretchen Ulion      | USA      | 6  | 3 | 5 | 8   | +3  | 4  |
| Thérèse Brisson     | Kanada   | 6  | 5 | 2 | 7   | +5  | 6  |
| Kirsi Hänninen      | Finnland | 6  | 4 | 3 | 7   | +13 | 6  |
| Laurie Baker        | USA      | 6  | 4 | 3 | 7   | +10 | 6  |
| Hayley Wickenheiser | Kanada   | 6  | 1 | 6 | 7   | +7  | 4  |

### Beste Torhüterinnen
Abkürzungen: Sp = Spiele, Min = Eiszeit (in Minuten), GT = Gegentore, SO = Shutouts, Sv% = gehaltene Schüsse (in %), GTS = Gegentorschnitt; Fett: Turnierbestwert
| Spieler             | Team                | Sp | Min | GT | SO | Sv%   | GTS  |
| ------------------- | ------------------- | -- | --- | -- | -- | ----- | ---- |
| Sarah Tueting       | USA                 | 4  | 210 | 4  | 1  | 93,75 | 1,15 |
| Manon Rhéaume       | Kanada              | 4  | 208 | 4  | 1  | 92,59 | 0,87 |
| Charlotte Göthesson | Schweden            | 2  | 120 | 5  | 1  | 90,57 | 2,50 |
| Tuula Puputti       | Finnland            | 5  | 271 | 7  | 1  | 89,55 | 1,55 |
| Guo Hong            | Volksrepublik China | 6  | 350 | 16 | 0  | 89,33 | 2,75 |

## Abschlussplatzierungen
Die Platzierungen ergeben sich nach folgenden Kriterien:
- Plätze 1 bis 4: Ergebnisse im Finale sowie im Spiel um Platz 3
- Plätze 5 bis 6 (Vorrunde): nach Platzierung – dann Punkten, dann Tordifferenz

| Rang | Nation              |
| ---- | ------------------- |
| 1    | USA                 |
| 2    | Kanada              |
| 3    | Finnland            |
| 4    | Volksrepublik China |
| 5    | Schweden            |
| 6    | Japan               |

## Medaillengewinner
| Olympiasieger USA | Chris Bailey, Laurie Baker, Alana Blahoski, Lisa Brown-Miller, Karyn Bye, Colleen Coyne, Sara DeCosta, Tricia Dunn, Cammi Granato, Katie King, Shelley Looney, Sue Merz, Allison Mleczko, Tara Mounsey, Vicki Movsessian, Angela Ruggiero, Jenny Schmidgall, Sarah Tueting, Gretchen Ulion, Sandra Whyte Trainer: Ben Smith |

| Silber Kanada | Jennifer Botterill, Thérèse Brisson, Cassie Campbell, Judy Diduck, Nancy Drolet, Lori Dupuis, Danielle Goyette, Geraldine Heaney, Jayna Hefford, Becky Kellar, Kathy McCormack, Karen Nystrom, Lesley Reddon, Manon Rhéaume, Laura Schuler, Fiona Smith, France St. Louis, Vicky Sunohara, Hayley Wickenheiser, Stacy Wilson Trainerin: Shannon Miller |

| Bronze Finnland | Sari Fisk, Kirsi Hänninen, Satu Huotari, Marianne Ihalainen, Johanna Ikonen, Sari Krooks, Emma Laaksonen, Sanna Lankosaari, Marika Lehtimäki, Katja Lehto, Riikka Nieminen, Marja-Helena Pälvilä, Tuula Puputti, Karoliina Rantamäki, Tiia Reima, Katja Riipi, Päivi Salo, Maria Selin, Liisa-Maria Sneck, Petra Vaarakallio Trainer: Rauno Korpi |